# Мария Юрьевна Галицкая
Мария Юрьевна Галицкая (? — 11 января 1341) — княжна Галицко-Львовская, княгиня Черская из династии Рюриковичей.
Дочь Юрия Львовича, короля Руси и великого князя Галицко-Волынского и Ефимии (?—1308), дочери Казимира Пяста, князя Куявского.
В 1310 году вышла замуж за мазовецкого князя Тройдена I, в браке с которым имела четырех детей:
сыновей:
- Юрия II Болеслава (1308 — 7 апреля 1340), князя галицкого,
- Земовита III (около 1320 — 16 июня 1381), князя варшавского (1341—1349, 1355—1373/1374), черского (1341—1373/1374), равского (1345—1381), плоцкого (1370—1381) и визненского (1370—1381),
- Казимира I Варшавского (1314-26 ноября 1355), князя черского (1341—1349), варшавского (1341—1355) и равского (1345—1349).

а также дочь Евфимию Мазовецкую (1310-после 1373), выданную замуж за князя Казимира I Цешинского.